# Johann Wilhelm Rost
Johann Baptist Wilhelm Rost (* 8. Juni 1797 in Würzburg; † 23. Februar 1855 in Münnerstadt) war deutscher Landrichter, Regierungskommissar und Heimatkundler.

## Leben
Johann Rost wuchs in Würzburg als Sohn von Georg Carl Valentin Rost und Maria Agnes geb. Meyer auf. Seine Mutter starb am 21. August 1817, und sein Vater ging am 24. Mai 1828 mit Elise Denis eine zweite Ehe ein. Sein Vater starb am 18. Juli 1830 im Alter von 63 Jahren.
Um 1815 studierte Johann Wilhelm Rost Rechtswissenschaften in Würzburg. Dort wurde er in 1815 als eines der ersten Mitglieder in das heutige Corps Moenania recepiert. Die für die damalige Zeit revolutionäre Grundidee war ein Lebensbund, welcher über das Studium hinaus halten sollte. Im Jahre 1819 schrieb Rost die noch heute gültige Constitution für das Corps. Durch dieses Regelwerk wurden Rechtsstaatlichkeit und Toleranz Grundpfeiler der Gemeinschaft.
Im Alter von 28 Jahren heiratete er am 8. Juni 1825 in Trappstadt Margarethe Josefa Benedikta Vergho. Mit ihr bekam er zwölf Kinder, wovon drei jedoch früh starben.
Am 18. April 1848 feierte Rost seine 25-jährige Amtstätigkeit. Demnach war Rost von 1823 an bis zu seinem Tod im Jahre 1855 als Landrichter und Regierungskommissar am Landgericht Münnerstadt tätig. Er war auch Landgerichtsaktuar in Königshofen.
Rost war Mitglied des Historischen Vereins für Unterfranken und Aschaffenburg, der mit zwei anderen Vereinen nach dem Zweiten Weltkrieg zum Verein „Freunde Mainfränkischer Kunst und Geschichte“ vereinigt wurde. Der Historische Verein brachte aufgrund der Verdienste Rosts um die fränkische Geschichte um das Jahr 1880 an der Friedhofskapelle von Münnerstadt eine Gedenktafel ihn an. Heutzutage ist die Gedenktafel am ehemaligen Landgericht in Münnerstadt, dem Rost vorstand, angebracht.

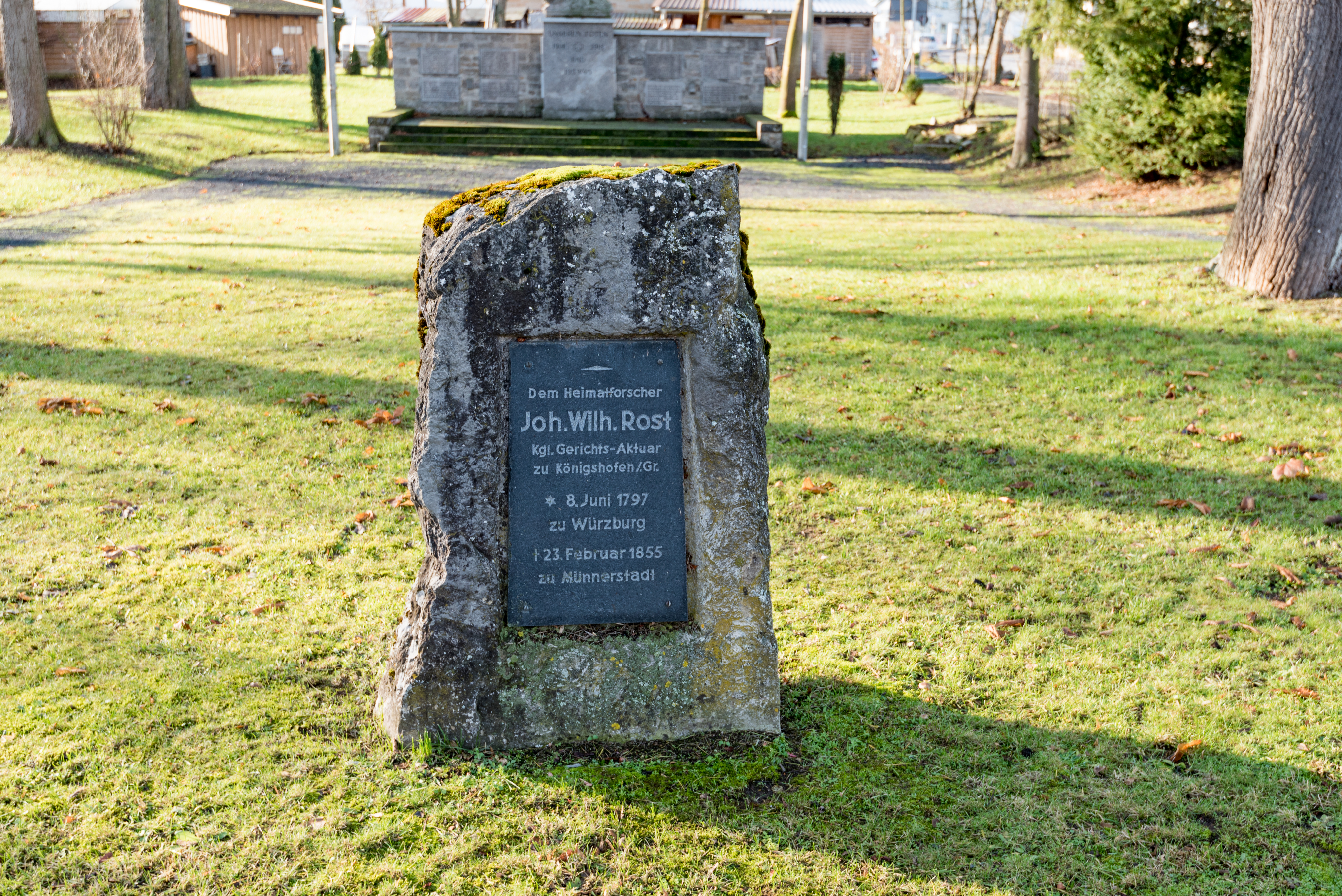
Gedenkstein in Bad Königshofen

## Gedenken
- Gedenktafel am ehemaligen Landgericht in Münnerstadt
- Gedenkstein in Bad Königshofen im Grabfeld

## Werke
- Geschichte der fränkischen Cisterzienser-Abtei Bildhausen. In: Archiv des Historischen Vereines von Unterfranken und Aschaffenburg. Band 11, Heft 1. Stürtz, Würzburg 1851, S. 1–96 (Digitalisat).
- Die Beguinen im ehemaligen Fürstenthume Würzburg : ein Beitrag zur fränkischen Geschichte mit Urkunden[7]
- Versuch einer historisch-statistischen Beschreibung der Stadt und ehemaligen Festung Königshofen und des königlichen Landgerichts-Bezirks Königshofen[7]
- Die alte Ruine zwischen Groß- und Kleinbrach, königlichen Landgerichts Kissingen[7]